# Флорала (Алабама)
Флорала (енгл. Florala) град је у америчкој савезној држави Алабама. По попису становништва из 2010. у њему је живело 1.980 становника.

## Демографија
Према попису становништва из 2010. у граду је живело 1.980 становника, што је 16 (0,8%) становника више него 2000. године.
| Група             | 2000.         | 2010.         |
| Белци             | 1.561 (79,5%) | 1.555 (78,5%) |
| Афроамериканци    | 308 (15,7%)   | 312 (15,8%)   |
| Азијати           | 12 (0,6%)     | 7 (0,4%)      |
| Хиспаноамериканци | 52 (2,6%)     | 56 (2,8%)     |
| Укупно            | 1.964         | 1.980         |